# Zaleilah
«Zaleilah» — пісня румунського гурту «Mandinga», з якою він представлятиме Румунію на пісенному конкурсі Євробачення 2012 в Баку. За результатами першого півфіналу, який відбувся 22 травня 2012 року, композиція пройшла до фіналу.

## Чарти
| Чарт (2012)            | Найвища позиція |
| ---------------------- | --------------- |
| Romanian Digital Chart | 1               |
| Romanian Top 100       | 18              |